# Aérodrome de Bousso
L'aéroport de Bousso est un aéroport d'usage public situé près de Bousso dans la région de Chari-Baguirmi au Tchad.